# EU-Pharmapaket
Das im April 2023 von der EU-Kommission vorgeschlagene EU-Pharmapaket (kurz auch: Pharmapaket, englisch Pharma Package) ist ein Maßnahmenpaket zur Verbesserung der Versorgung der EU-Bürger mit Humanarzneimitteln. Zuständig ist die Generaldirektion Gesundheit und Lebensmittelsicherheit unter der Kommissarin Stella Kyriakides. Das EU-Pharmapaket umfasst Entwürfe für eine neue Richtlinie und eine neue Verordnung. Beide sollen die bestehenden Regelungen des EU-Arzneimittelrechts umfassend revidieren und teilweise ersetzen. Im Zentrum der Reform stehen folgende Ziele:
- Besserer Zugang zu erschwinglichen Arzneimitteln innerhalb der Mitgliedsstaaten
- Beseitigung von Arzneimittellieferengpässen und Gewährleistung einer sicheren Versorgung
- Förderung von Innovation und Wettbewerbsfähigkeit
- Bekämpfung von Antibiotikaresistenz

Zudem soll ein Bürokratieabbau dazu beitragen, Arzneimittel schneller verfügbar machen. Zur Verbesserung der Nachhaltigkeit soll die Umweltverträglichkeit von Arzneimitteln breiter und strenger geprüft werden.
Am 10. April 2024 positionierte sich das Europaparlament zustimmend zu den Vorschlägen der Kommission. Das Paket ist (Stand April 2024) noch nicht final, als Nächstes steht die Verhandlung vor dem EU-Rat an.

## Zugang zu Arzneimitteln und Versorgungssicherheit
Nach Angaben des europäischen Dachverbandes European Federation of Pharmaceutical Industries and Associations (EFPIA) dauert der europäische Zulassungsprozess mit durchschnittlich über 400 Tagen im Vergleich mit USA, Kanada, Japan und Australien am längsten. Bei Markteinführungen gibt es innerhalb der EU-Staaten große Unterschiede.
Damit Arzneimittel den Markt schneller erreichen, sollen Zulassungsverfahren kürzer und einfacher werden. Generika und Biosimilars müssen weniger Nachweise erbringen. Für bestimmte Arzneimittel werden beschleunigte Beurteilungsverfahren angeboten. Unternehmen sollen schon vor dem eigentlichen Zulassungsprozess im zentralen Verfahren verstärkt wissenschaftliche Beratung erhalten. Ist die öffentliche Gesundheit in Gefahr, etwa durch einen Pandemieausbruch, werden fortlaufende Überprüfungen (sogenannte „Rolling Reviews“) und befristete Notfallzulassungen eingeführt. Umstrukturierung und Bürokratieabbau bei der europäischen Arzneimittelagentur (EMA) sollen helfen, die Maßnahmen umzusetzen. So sollen Zulassungen unbefristet erteilt werden, so dass Verlängerungsverfahren entfallen; drei Ausschüsse werden in ad-hoc-Arbeitsgruppen umgewandelt und lediglich der Ausschuss für Humanarzneimittel und der Pharmakovigilanzausschuss verbleiben.
Pharmaunternehmen wird auferlegt, innerhalb bestimmter Fristen Preisfestsetzung und Kostenerstattung in allen EU-Ländern zu beantragen, sofern die lokalen Bedingungen dies erlauben, damit ein Markteintritt möglichst rasch möglich wird.
Das in den letzten Jahren stetig zunehmende Problem der Arzneimittellieferenpässe geht die EU-Kommission mit Vorschriften für Pharmaunternehmen an. Sie müssen sicherstellen, dass Großhändler und Apotheken kontinuierlich und ausreichend mit Arzneimitteln beliefert werden. Zudem werden die Pharmaunternehmen verpflichtet, Engpässe bei allen Arzneimitteln sechs Monate im Voraus anzumelden und Vorsorgepläne zu erstellen. Die EMA wird koordinierend einwirken: Sie soll eine EU-weite Liste kritischer Arzneimittel erstellen, um deren Verfügbarkeit zu überwachen und bei kritischen Engpässen Maßnahmen zu koordinieren. Auch die Kommission selbst soll regulierend eingreifen können, um die Versorgungssicherheit bei bestimmten kritischen Arzneimitteln zu erhöhen.

## Innovationsanreize für die Pharmaindustrie
Das EU-Pharmapaket sieht Anreizmodelle vor, um die Hersteller in Entwicklung und Vermarktung von innovativen Arzneimitteln zu motivieren. Unterlagenschutz und Marktexklusivität, die Pharmahersteller einer kostenträchtigen Neuentwicklung vor Fremdnutzung der eigenen Studiendaten und vor der Vermarktung von Nachahmerprodukten schützen, sollen neu geregelt werden. Kürzere Schutzfristen ermöglichen Wettbewerbern einen früheren Markteintritt mit preisgünstigeren Nachahmerprodukten (Generika, Biosimilars). Die Dauer des Unterlagenschutzes wird daher von acht Jahren auf siebeneinhalb (anstatt wie ursprünglich geplant sechs) Jahre gesenkt.
Verlängerungen sind für den Innovator aber möglich, etwa dann, wenn das Arzneimittel eine medizinische Versorgungslücke schließt, vergleichende klinische Prüfungen durchgeführt werden oder Teile der Forschung und Entwicklung in der EU betrieben werden. Eine Verlängerung des Unterlagenschutzes im Falle einer Vermarktung in allen 27 EU-Mitgliedstaaten, wie von der Kommission ursprünglich vorgeschlagen, wurde aufgegeben. Die geplante Obergrenze für den Unterlagenschutz soll auf insgesamt achteinhalb Jahre begrenzt sein. Die anschließend folgende Periode eines zweijährigen Vermarktungsschutzes, in der Wettbewerber ihre Nachahmerprodukte noch nicht vermarkten dürfen, bleibt unverändert. Sie kann um ein weiteres Jahr verlängert werden, wenn eine Erweiterung um ein neues Anwendungsgebiet erwirkt wird, die einen bedeutenden Vorteil im Vergleich zu bestehenden Therapien darstellt.
Auch die Verfügbarmachung von Arzneimitteln für seltenen Krankheiten (Orphan-Arzneimittel) soll incentiviert werden. Bislang ist nur ein kleiner Teil der geschätzt 8000 seltenen Erkrankungen mit Medikamenten behandelbar.
Bereits die im Jahr 2000 in der EU in Kraft getretene Verordnung (EG) Nr. 141/2000 über Arzneimittel für seltene Krankheiten hat Zulassungen für Orphan-Arzneimittel erfolgreich gefördert. Nach Angaben des Herstellerverbandes vfa wuchs die Zahl zugelassener Orphan-Arzneimittel bis 2023 auf 230. Die Kommission plant nun eine Absenkung der Marktexklusivität von zehn auf neun Jahre; sofern die Orphan-Arzneimittel einen „hohen ungedeckten medizinischen Bedarf“ bedienen, sollen jedoch elf Jahre möglich sein.
Die Entwicklung besonders innovativer antimikrobieller Arzneimittel soll durch ein „Gutschein“-System gefördert werden (siehe #Bekämpfung von Antibiotikaresistenz).
Das „Repurposing“, also das Erschließen neuer Anwendungsgebiete für bereits therapeutisch genutzte Wirkstoffe, wird durch die Gewähr von Schutzfristen belohnt.

## Bekämpfung von Antibiotikaresistenz
Basierend auf Erhebungen von 2016 bis 2020 sterben jährlich über 35.000 Menschen in der EU an der Folge von Antibiotikaresistenzen Neue Antibiotika werden dringend benötigt. Dass sie dann jedoch aufgrund des restriktiven Einsatzes für Pharmaunternehmen kaum rentabel sind, hält solche von der Erforschung und Entwicklung von neuen antimikrobiellen Arzneimitteln ab. Dieses von der EU-Kommission als „Marktversagen“ erkannte Problem soll durch Anreize zur Entwicklung neuer Antimikrobiotika angegangen werden. Es wird ein „Gutschein“-System geschaffen in der Form, dass Firmen, die neue „prioritäre antimikrobielle Mittel“ entwickeln, übertragbare Gutscheine für den Unterlagenschutz erhalten. Ein Gutschein gewährt dem Inhaber ein zusätzliches Jahr Unterlagenschutz. Der Inhaber des Gutscheins muss diesen dann nicht zwingend für das antimikrobielle Mittel selbst einsetzen, sondern kann ihn alternativ auch für ein anderes eigenes Arzneimittel nutzen oder an andere Hersteller verkaufen.
Zudem soll eine zurückhaltendere Antibiotikatherapie gefördert werden, etwa durch therapiegerechte Packungsgrößen, obligatorische Verschreibungspflicht für bestimmte antimikrobiotische Wirkstoffe und besondere Informationsanforderungen in Form von den Arzneipackungen beizufügenden Karten, die den Patienten mahnen, das Arzneimittel umsichtig anzuwenden und zu entsorgen. Mitgliedsstaaten sollen weitere Maßnahmen erwägen, wie etwa Schnelltests vor Ort (Point-of-Care-Testing), die vorab Aufschluss darüber geben, ob ein Antibiotikum überhaupt nötig ist.
Bei der Prüfung der Umweltverträglichkeit sind zukünftig auch die Risiken für antimikrobielle Resistenzen zu berücksichtigen.

## Auswirkungen im Rechtsrahmen
Wesentliche Regelungen der jetzigen Gesetzgebung werden bei einer vollständigen Umsetzung des Pharmapakets aufgehoben:
- Richtlinie 2001/83/EG (Gemeinschaftskodex für Humanarzneimittel)
- Richtlinie 2009/35/EG über Stoffe zur Färbung von Arzneimitteln
- Verordnung (EG) Nr. 726/2004 über das zentrale Zulassungsverfahren
- Verordnung (EG) Nr. 141/2000 über Arzneimittel für seltene Krankheiten
- Verordnung (EG) Nr. 1901/2006 über Kinderarzneimittel

Von einer Änderung betroffen sind:
- Verordnung (EG) Nr. 1394/2007 über Arzneimittel für neuartige Therapien
- Verordnung (EU) Nr. 536/2014 über klinische Prüfungen mit Humanarzneimitteln

## Positionen
Die Industrieverbände äußerten sich insgesamt unzufrieden mit den Reformen durch das EU-Pharmapaket. Der Verband Forschender Arzneimittelhersteller (vfa) beklagte vor allem Innovationsfeindlichkeit der Reform. Der vfa-Präsident Han Steutel sagte: „Für den Pharmastandort wurde eine Chance vertan. Weder wurde Europas Profil als Innovationszentrum geschärft, noch wird die Versorgung von Patientinnen und Patienten verbessert. Insbesondere die geplante Schwächung des Unterlagenschutzes ist innovationsfeindlich.“ Der Bundesverband der Pharmazeutischen Industrie (BPI) kritisierte ebenfalls einen für die Pharmaunternehmen unzureichenden Anreiz durch neue Regelungen zum Unterlagenschutz und zur Marktexklusivität. Weitere Kritik richtete BPI-Hauptgeschäftsführer Kai Joachimsen an die Regelungen zum Bekämpfung der Lieferengpässe („All diese Regeln sind nicht zweckdienlich und verhindern keinen einzigen Lieferengpass.“) und zur Verbesserung der Nachhaltigkeit („Es ist fraglich, ob insbesondere die vielen kleinen und mittelständischen Unternehmen diesen bürokratischen Mehraufwand für jedes einzelne Arzneimittel überhaupt leisten können.“).
Der Bundesverband der Arzneimittel-Hersteller (BAH) hatte besonders die Verschreibungspflicht für alle antimikrobiellen Substanzen im ersten Kommissionsentwurf missbilligt, wovon nicht nur Antibiotika – die in manchen europäischen Ländern teilweise rezeptfrei erhältlich sind – betroffen wären, sondern auch bislang in Deutschland nicht verschreibungspflichtige antivirale und antimykotische Mittel wie Cremes gegen Lippenherpes oder Zubereitungen gegen Pilzinfektionen der Haut und Schleimhaut. Das habe große Auswirkungen für Ärzte, Apotheken und Hersteller von nicht verschreibungspflichtigen Arzneimitteln, die ihre Präparate vom Markt ziehen würden. Der Verband schätzte, dass in bis zu 150 Millionen Fällen pro Jahr die Patienten zu zusätzlichen Arztbesuchen gezwungen würden und die Krankenkassen Milliarden kosten könnten. Auch die Bundesvereinigung Deutscher Apothekerverbände (ABDA) monierte diesen Aspekt der Reform des EU-Arzneimittelrechts. Sie hält ihn für unverhältnismäßig, unter anderem weil die EU-Pläne „den tatsächlichen Risiken, die bei den unterschiedlichen Kategorien der betreffenden Arzneimittel vorhanden sind, nicht hinreichend Rechnung [trüge].“ Der Richtlinienentwurf wurde inzwischen auf Stoffe mit entsprechendem Risiko eingeschränkt.
Die Kassenärztliche Bundesvereinigung (KBV) stellte sich gegen die verpflichtende Anwendung diagnostischer Tests vor einer Verschreibung von Antibiotika und argumentierte, dass eine Entscheidung über eine Therapie mit antimikrobiellen Arzneimitteln in der Regel bereits aufgrund der epidemiologischen Lage und der klinischen Symptomatik empirisch möglich sei. „Nur wenn eine gezielte Antibiotikatherapie erforderlich ist, sind eine bakteriologische Untersuchung und eine Resistenztestung notwendig.“
Der GKV-Spitzenverband, die KBV, die Bundesärztekammer (BÄK) und die Arzneimittelkommission der deutschen Ärzteschaft (AKdÄ) äußerten sich ablehnend zum System der übertragbaren Gutscheine im Zusammenhang mit der Entwicklung neuartiger Antibiotika. Befürchtet werden unverhältnismäßige Umverteilungen der Ausgaben bzw. insgesamt erhöhte Ausgaben bei den Krankenversicherungen. „Die vorgeschlagenen Datenexklusivitätsgutscheine sind aus Sicht des GKV-Spitzenverbandes jedoch ein unwirtschaftliches und ungeeignetes Instrument.“
Der Europäische Verbraucherverband (BEUC) glaubt nicht, dass das EU-Pharmapaket den Zugang zu preisgünstigen Arzneimitteln zu verbessern und die Gesundheitsausgaben zu bremsen vermag.
Der europäische Industriedachverband European Federation of Pharmaceutical Industries and Associations (EFPIA) nahm im Oktober 2023 in einem 62-seitigen Papier zum Kommissionsentwurf Stellung.
Das EU-Pharmapaket ist Teil des EU4Health Programms. Die EU-Gesundheitskommissarin Stella Kyriakides hatte das Programm in einer Rede auf einer Pressekonferenz im Mai 2020 als „Game Changer“ angekündigt, das eine Wende im Umgang mit der Gesundheit der EU-Bürger einleiten werde. Das Pharmapaket ist seit über 20 Jahren die größte Reform des europäischen Arzneimittelrechts.